# جشنواره تلویزیونی شانگهای
جشنواره تلویزیونی شانگهای (چینی: 上海电视节) یا به اختصار «STVF» که با نامِ «جشنوارهٔ بین‌المللی تلویزیونی شانگهای» نیز شناخته می‌شود، نخستین وبزرگترین جشنواره تلویزیونی در آسیای شرقی است.
این جشنواره از سال ۱۹۸۶ برپا شده و یکی از معتبرترین و تأثیرگذارترین جشنواره‌های تلویزیونی در آسیاست و موجب تقویتِ تعامل و همکاریِ صنعت تلویزیونی چین با دنیا شده است.
در این جشنواره تلویزیونی، «جایزهٔ ماگنولیا» (چینی: 白玉兰奖; پین‌یین: Bai Yu Lan Jiang) به تولیداتِ برترِ تلویزیونی داخلی و خارجی اهدا می‌شود و هیئت داوران را، کمیته‌ای از تهیه‌کنندگان، کارگردانان، نویسندگان وهنرپیشگان برجسته تشکیل می‌دهند.
جایزهٔ ماگنولیا، به‌همراهِ «جایزهٔ فِـیتیان» و «جایزه عقاب زرین»، معتبرترین جوایز تلویزیونی چین محسوب می‌شوند و از سال ۲۰۰۴ میلادی، هر سال برگزار شده است.